# Chiesa di San Giacomo Apostolo (Clauzetto)
La chiesa di San Giacomo Apostolo è la parrocchiale di Clauzetto, in provincia di Pordenone e diocesi di Concordia-Pordenone; fa parte della forania di Spilimbergo.

## Storia
La prima citazione di una chiesa a Clauzetto, allora filiale della pieve di San Martino d'Asio, risale al 1417; da un documento del 1552 si apprende che questa chiesa era dotata di fonte battesimale. Nel 1578 vennero comprate delle campane e nella relazione della visita apostolica del 25 settembre 1584, effettuata dal vescovo di Parenzo Cesare Nores, si legge che la chiesa aveva tre altari, di cui quello maggiore dedicato al Santissimo Sacramento e due laterali intitolati rispettivamente a San Giacomo e a San Giovanni.
 La chiesa attuale venne costruita all'inizio del XVII secolo - il termine dei lavori è datato 1618 -; nel 1625 la parrocchialità fu trasferita dalla pieve di San Martino d'Asio alla chiesa di Clauzetto. Nel 1639 l'edificio subì un ampliamento e, sempre nel XVII secolo, venne rifatto il pavimento. La parrocchiale fu ingrandita nuovamente agli inizi del XVIII secolo e consacrata il 9 novembre del 1727 dal vescovo di Concordia Jacopo Maria Erizzo. Il campanile venne portato a compimento nel 1732. Nel 1957 il tetto della chiesa subì un intervento di rifacimento.

## Interno
Opere di pregio conservate all'interno della chiesa sono il fonte battesimale, scolpito tra il 1772 ed il 1773 da Giovanni Vincenzo Comuzzo, l'altare laterale di Sant’Antonio da Padova costruito nel 1773 da Francesco Sabbadini e quelli di San Giovanni e di San Giacomo, realizzati tra il 1771 ed il 1744 da Giuseppe Mattiussi, il dipinto con soggetto San Giovanni Battista, eseguito nel 1824 da Odorico Politi e conservato a Pordenone dal 1976 ed il 2016 e le pale settecentesche raffiguranti la Morte di San Giuseppe e la Madonna del Carmine, entrambe opere di Giuseppe Angeli.

Notevole è una reliquia che consiste in un lembo di tessuto bagnato del sangue di Cristo, donato alla chiesa nel Settecento e riconosciuto come autentico dal patriarca di Venezia Alvise Foscari il 28 maggio del 1755.